# Islamismo

Una variante della bandiera shahada, che è una forma di testimonianza della fede islamica.

Per islamismo si può intendere sia un approccio culturale e religioso ispirato al culto e alle tradizioni islamiche, sia in senso più ristretto un insieme di ideologie che si ritiene debbano guidare non solo la vita personale ma anche quella sociale e politica. In quest'ultima accezione si tratta dunque di una concezione essenzialmente politica dell'islam. Sinonimi concettuali sono islam politico e attivismo islamico.
Si tratta di un fenomeno complesso, anche in riferimento a quello che comunemente si definisce fondamentalismo o radicalismo islamico.

## Storia
Il termine "islamismo" è di origine francese (islamisme). In quella lingua, infatti, ne è attestato l'uso fin dal XVIII secolo, quando Voltaire ne propose l'impiego per indicare la religione dei musulmani, in sostituzione del dispregiativo e scorretto mahométisme ("maomettismo", "maomettanesimo"). Quest'uso si consolidò poi nel corso del XIX secolo, in particolare con Alexis de Tocqueville (1838) ed Ernest Renan (1883). Con il progredire degli studi e della conoscenza su quel mondo, a partire dal XX secolo, al posto di islamisme, si è consigliato il termine Islam, perché usato dagli stessi musulmani per indicare la propria religione. I suoi seguaci furono quindi inizialmente detti islamistes e il termine islamisme cadde in disuso fino a che è stato recuperato per indicare, all'inizio in modo piuttosto vago, le ideologie politiche legate all'Islam.
Spesso, però, il termine "islamista" è ancora utilizzato, in modo errato, come sinonimo di "islamico", che è un aggettivo derivato da Islam e quindi si riferisce alla sola sfera religiosa. Sinonimo di "islamico" è "musulmano" (da muslim, che significa "assoggettato a Dio"), che in italiano assolve alla duplice funzione di sostantivo e di aggettivo. La parola "islamista", invece, ha come primo significato "studioso dell'Islam"; tuttavia, più recentemente, ha anche acquisito il senso di fondamentalista islamico.

## Il concetto
Quanto al lessico impiegato, se in contesti linguistici diversi da quello italiano la differenza fra i termini "islam" e "islamismo" è abbastanza sfumata, in italiano una diversità sostanziale invece esiste, perché con la parola "islam" si intende quell'insieme di atti di fede, di pratiche rituali e di norme comportamentali che è praticato da sunniti, sciiti e ibaditi che, insieme, rappresentano quasi il 99.9% dei fedeli musulmani, mentre il termine "islamismo" indica di fatto una concezione essenzialmente politica dell'islam.

## Ideologia politica
L'islamismo è un fenomeno complesso e difficile sia da descrivere sia da interpretare, poiché il termine racchiude una gran varietà di pensieri e di modalità di azione. A seconda delle epoche e dei luoghi, infatti, i movimenti islamisti hanno fatto propri principi di altre ideologie, sebbene sempre riletti alla luce dell'Islam visto come una religione politica (come per esempio l'Iṣlāḥ).
Ad esempio, per gran parte del XX secolo un tema politico comune nei paesi arabi è stato la resistenza al razzismo, al colonialismo e all'imperialismo dell'Impero britannico e dell'Impero ottomano (sebbene quest'ultimo fosse esso stesso islamico).
Nel secondo dopoguerra ebbe un seguito importante il nazionalismo arabo di ispirazione socialista (incarnato principalmente dal Partito Ba'th e dal nasserismo) che puntò anche su una percezione fondamentalmente ostile dell'influenza militare, economica, geopolitica, sociale e culturale dell'Occidente. In ogni caso il nasserismo fallì nel guidare la trasformazione sociale di quelle popolazioni. Il vuoto ideale provocato dalla caduta dell'Unione Sovietica e la fine della guerra fredda, unita alla mancanza di democrazia ed alla corruzione imperante negli stati musulmani, è stato successivamente colmato dai movimenti rivoluzionari islamici che promettono di stabilire stati più etici ispirati all'Islam.

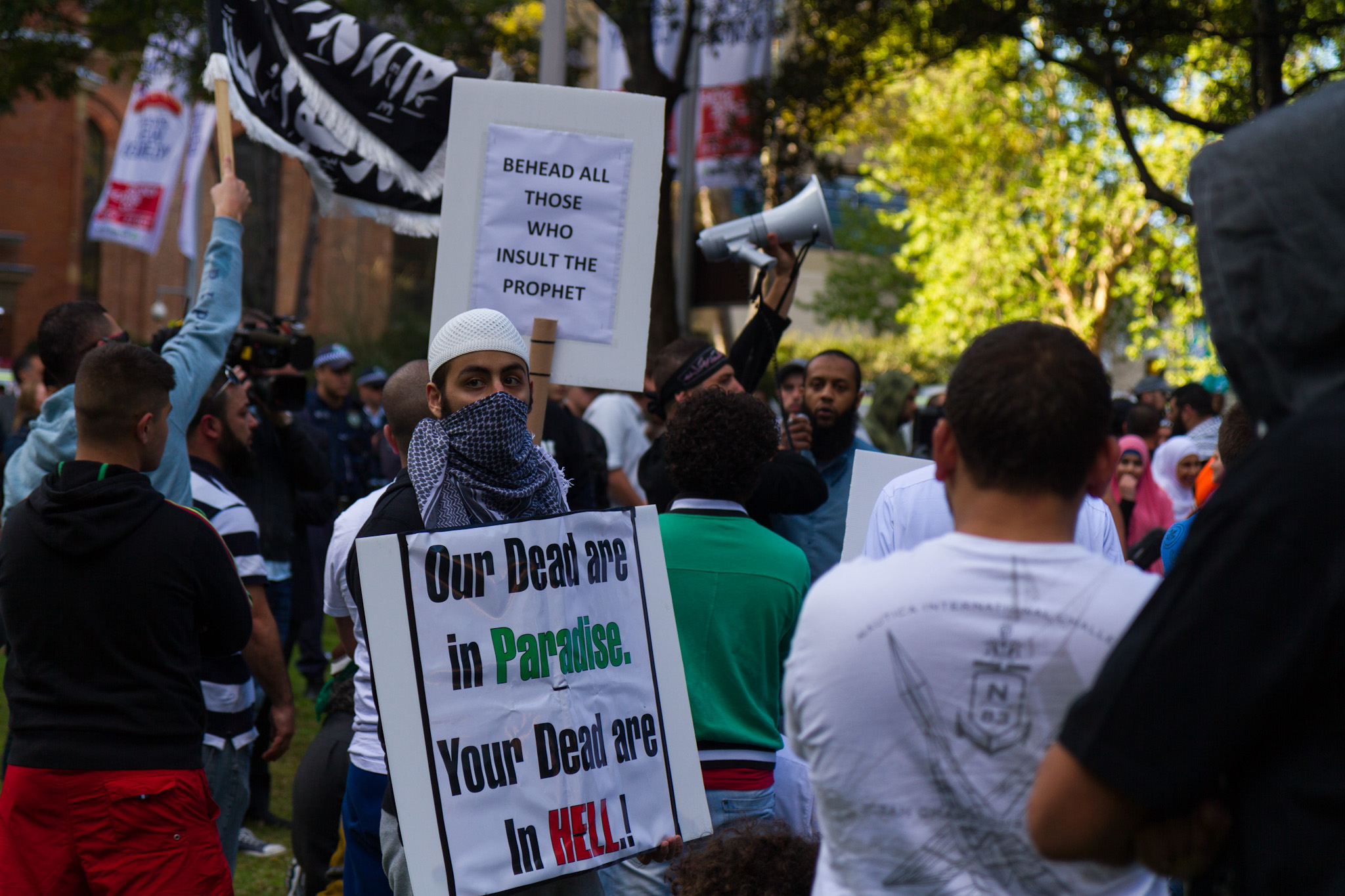
Gli islamisti del 2012 ad Hyde Park a Sydney con il poster "Decapitate tutti quelli che insultano il profeta" e "I nostri morti sono in paradiso, i vostri morti sono all'inferno!"

Oltre al socialismo, altre ideologie che hanno sempre influenzato l'islamismo sono il panislamismo e il panarabismo. Per quanto riguarda più specificatamente il rapporto con la religione islamica, comune tra gli islamisti è la ricerca ed il recupero del messaggio originario e dei primi modelli di vita della loro religione. Da questo punto di vista c'è chi, più tradizionalista, si ispira direttamente al Corano e ai ḥadīth. In questo ambito si inquadrano i movimenti fondamentalisti, soprattutto i più estremisti. Accanto al tradizionalismo, a partire dal XIX secolo un certo seguito ha avuto una tendenza progressista che si è incamminata su un sentiero più propriamente liberale, sebbene alcuni autori preferiscono tenere distinto progressismo e liberalismo islamico. Il loro rapporto con la religione è guidata dall'ijtihād, ovvero una reinterpretazione delle scritture che mira a recuperare i principi che guidavano le prime comunità musulmane insieme agli insegnamenti etici e pluralistici che si trovano nelle scritture. Questo movimento riformista usa il monoteismo (tawḥīd) "come un principio organizzativo per la società umana e la base delle conoscenze religiose, della storia, della metafisica, dell'estetica e dell'etica, così come dell'ordine sociale ed economico mondiale".

## Partiti politici
Presenti in ogni paese a maggioranza musulmana ed anche in alcuni paesi dove i musulmani sono minoranza, i partiti islamici sono capaci di esprimere liste elettorali e di raccogliere voti in numero sufficiente da ottenere rappresentanze politiche al massimo livello anche in occidente.
Un ruolo importante è svolto dal movimento dei Fratelli Musulmani, che si pone sulla scia di un tradizionalismo rinnovato (salafismo). Il loro programma politico osteggia l'egemonia culturale della modernità occidentale in favore di una maggiore osservanza ai precetti del Corano. Fondati in Egitto nel 1928, in un primo tempo conquistarono poco seguito, ma nel corso degli anni hanno aumentato via via la loro influenza, soprattutto a partire dagli anni ottanta, estendendo la loro presenza in altri paesi a maggioranza musulmana. Sono presenti soprattutto nei settori della politica tradizionale, dell'insegnamento, della sanità e delle attività sociali in genere, oltre che nell'organizzazione di incontri di preghiera e di spiritualità.